# Canadá en los Juegos Paralímpicos de Pekín 2022
Canadá estuvo representado en los Juegos Paralímpicos de Pekín 2022 por un total de 44 deportistas, 31 hombres y 13 mujeres.

## Medallistas
El equipo paralímpico canadiense obtuvo las siguientes medallas:
| Nombre | Deporte                    | Evento                                         |
| --- | -------------------------- | ---------------------------------------------- |
| Oro |                            |                                                |
| Mark Arendz | Biatlón                    | 10 km de pie masculino                         |
| Mollie Jepsen | Esquí alpino               | Descenso de pie femenino                       |
| Natalie Wilkie | Esquí de fondo             | 1,5 km velocidad de pie femenino               |
| Natalie Wilkie | Esquí de fondo             | 15 km de pie femenino                          |
| Brian McKeever | Esquí de fondo             | 1,5 km velocidad discapacidad visual masculino |
| Brian McKeever | Esquí de fondo             | 12,5 km discapacidad visual masculino          |
| Brian McKeever | Esquí de fondo             | 20 km discapacidad visual masculino            |
| Tyler Turner | Snowboard                  | Campo a través SB-LL1 masculino                |
| Plata |                            |                                                |
| Mark Arendz | Biatlón                    | 12,5 km de pie masculino                       |
| Mollie Jepsen | Esquí alpino               | Eslalon gigante de pie femenino                |
| Mac Marcoux | Esquí alpino               | Descenso discapacidad visual masculino         |
| Natalie Wilkie | Esquí de fondo             | 10 km de pie femenino                          |
| Rob Armstrong Billy Bridges Rod Crane Ben Delaney Adam Dixon James Dunn Tyrone Henry Liam Hickey Anton Jacobs-Webb Adam Kingsmill Dominic Larocque Zach Lavin Antoine Lehoux Tyler McGregor Garrett Riley Branden Sison Greg Westlake | Hockey sobre hielo         | Torneo mixto                                   |
| Lisa DeJong | Snowboard                  | Campo a través SB-LL2 femenino                 |
| Bronce |                            |                                                |
| Brittany Hudak | Biatlón                    | 12,5 km de pie femenino                        |
| Mark Arendz | Biatlón                    | 6 km de pie masculino                          |
| Ina Forrest Mark Ideson Dennis Thiessen Collinda Joseph Jon Thurston | Curling en silla de ruedas | Torneo mixto                                   |
| Alana Ramsay | Esquí alpino               | Supergigante de pie femenino                   |
| Alana Ramsay | Esquí alpino               | Supercombinada de pie femenino                 |
| Alexis Guimond | Esquí alpino               | Supergigante de pie masculino                  |
| Brittany Hudak | Esquí de fondo             | 15 km de pie femenino                          |
| Collin Cameron | Esquí de fondo             | 1,5 km velocidad sentado masculino             |
| Collin Cameron | Esquí de fondo             | 18 km sentado masculino                        |
| Mark Arendz Emily Young Collin Cameron Natalie Wilkie | Esquí de fondo             | 4 × 2,5 km mixto                               |
| Tyler Turner | Snowboard                  | Eslalon SB-LL1 masculino                       |